# Dan Brzokoupil
Dan Holger Brzokoupil, född 8 maj 1947, är en svensk före detta fotbollsspelare.
Brzokoupils moderklubb är Talldungens IK. Han spelade top forward under sin karriär för Djurgårdens IF, Landskrona BoIS och Hammarby IF i Allsvenskan. Han var med och vann Svenska cupen 1972 med Landskrona BoIS. Dan Brzokoupil spelade fem A-landskamper och gjorde tre mål för det svenska landslaget.